# Söderåkra distrikt
Söderåkra distrikt är ett distrikt i Torsås kommun och Kalmar län. Distriktet ligger öster om Torsås. 

## Tidigare administrativ tillhörighet
Distriktet inrättades 2016 och utgörs av socknen Söderåkra i Torsås kommun.
Området motsvarar den omfattning Söderåkra församling hade 1999/2000.